# Areeiro (Lisboa)
Areeiro é uma freguesia portuguesa do município de Lisboa, pertencente à Zona Centro da capital,, com 1,74 km² de área e 21 160 habitantes (censo de 2021). A sua densidade populacional é 12 160,9 hab./km².

## História
Foi criada no âmbito da reorganização administrativa de Lisboa de 2012, que entrou em vigor após as eleições autárquicas de 2013, resultando da agregação da antiga freguesia de São João de Deus com a quase totalidade do território da antiga freguesia do Alto do Pina, esta última após ajustes nos limites com a vizinha freguesia do Beato.

Freguesias existentes antes da criação em 2012 da freguesia do Areeiro.

## Demografia
A população registada nos censos foi:
| Distribuição da População por Grupos Etários | Distribuição da População por Grupos Etários | Distribuição da População por Grupos Etários | Distribuição da População por Grupos Etários | Distribuição da População por Grupos Etários |
| -------------------------------------------- | -------------------------------------------- | -------------------------------------------- | -------------------------------------------- | -------------------------------------------- |
| Ano                                          | 0-14 Anos                                    | 15-24 Anos                                   | 25-64 Anos                                   | > 65 Anos                                    |
| 2021                                         | 2779                                         | 2217                                         | 11102                                        | 5062                                         |

À data da junção das freguesias, a população registada no censo anterior (2011) foi:
| Freguesia atual | Freguesia atual  | Freguesia atual | Freguesias antigas | Freguesias antigas | Freguesias antigas |
| Freguesia       | População (2011) | Área (km²)      | Freguesia          | População (2011)   | Área (km²)         |
| --------------- | ---------------- | --------------- | ------------------ | ------------------ | ------------------ |
| Areeiro         | 20 131           | 1,74            | Alto do Pina       | 10 333             | 0,84               |
| Areeiro         | 20 131           | 1,74            | São João de Deus   | 9798               | 0,93               |

## Símbolos heráldicos da freguesia

### Ordenação heráldica do brasão, bandeira e selo
A freguesia do Areeiro, do concelho de Lisboa, solicitou novo parecer desta Comissão de Heráldica sobre os símbolos heráldicos que pretendia assumir, isto após prolação do parecer n.º 007/2018 por “a Assembleia, por maioria, acaba[r] por não concordar com a mesma, não estabelecendo deste modo os respectivos símbolos”.
Propõe-se que os mesmos sejam “de ouro, duas espadas de negro passadas em aspa embainhadas de azul realçadas de prata; em chefe livro de prata aberto encadernado de vermelho, em campanha monte de verde firmado e movente, carregado de um canto de ouro”, mantendo-se os restantes elementos, sujeitos embora às adaptações decorrentes da alteração proposta.
Analisada esta proposta e por não infringir nenhuma lei ou regra heráldica aplicável, poderá a mesma ser aprovada.
Assim, em substituição do seu parecer n.º 007/2018, é esta Comissão do parecer que os símbolos heráldicos da freguesia do Areeiro devem ser por esta forma constituídos:
Brasão: de ouro, duas espadas de negro passadas em aspa embainhadas de azul e realçadas de prata; em chefe livro de prata encadernado de vermelho; em campanha monte de verde firmado e movente, carregado de um canto de ouro. Coroa mural de prata de quatro torres aparentes. Listel de prata com a legenda a negro, em maiúsculas: “AREEIRO - LISBOA”.
Bandeira: esquartelada de azul e branco. Cordões e borlas de prata e azul. Haste e lança de ouro.
Selo: nos termos do art.º 18 da Lei n.º 53/91, com a legenda “Freguesia do Areeiro - Lisboa”.
Parecer N.º 003/2020, emitido pela Comissão de Heráldica da Associação dos Arqueólogos Portugueses a 27 de Fevereiro de 2020, nos termos da Lei n.º 53/91, de 7 de Agosto.
Estabelecidos, sob proposta da Junta de Freguesia, em sessão ordinária da Assembleia de Freguesia de 23 de Setembro de 2020.
Publicados no Diário da República, 2.ª série, N.º 198/2020, de 12 de Outubro de 2020.
Registados na Direcção-Geral das Autarquias Locais com o n.º 20/2020, de Dezembro de 2020.
Projecto e concepção dos símbolos de A. Sérgio Horta e Eduardo Brito. Desenho dos símbolos de A. Sérgio Horta.

### Justificação das cores e símbolos
- Escudo de ouro. Representa o topónimo que dá o nome à freguesia, “Areeiro”, simbolizando a extração de areia na antiga Quinta da Montanha, destinada à construção dos prédios nesta zona. Este metal está presente no brasão das duas antigas freguesias.

- Duas espadas de negro passadas em aspa embainhadas de azul e realçadas de prata. Representam a Batalha de Alvalade, um confronto militar que esteve prestes a travar-se entre as tropas afectas ao Rei D. Dinis e ao seu filho o Príncipe D. Afonso (futuro Rei D. Afonso IV), ocorrido em 1323 na área da freguesia, a qual foi interrompida pela intervenção pacificadora da Rainha Santa Isabel, que conseguiu restabelecer a paz entre os dois. As espadas estão presentes no brasão da antiga freguesia de S. João de Deus.
- Livro de prata encadernado de vermelho. Representa a educação e os estabelecimentos de ensino, em particular o Instituto Superior Técnico, a cultura e a acção da Fundação Caixa Geral de Depósitos - Culturgest criada para apoiar as artes, e o Instituto Nacional de Estatística.
- Monte de verde firmado e movente, carregado de um canto de ouro. Representa o topónimo de uma das antigas freguesias, “Alto do Pina”. O monte ao ser carregado de um canto pretende representar a extração de areia na antiga Quinta da Montanha, destinada à construção dos prédios nesta zona, e que está na origem do topónimo “Areeiro”. O monte está presente no brasão da antiga freguesia do Alto do Pina.
- Coroa mural de prata de quatro torres aparentes. Segundo o entendimento, actual, da Comissão de Heráldica, para as freguesias com sede em cidade e para as freguesias com sede na mesma localidade que o município (como é o caso do Areeiro) a coroa mural deverá obedecer às mesmas características que a das freguesias com sede em vila, em virtude de, no que respeita à coroa mural, a Lei n.º 53/91 no n.º 2 do Artigo 13.º ser omissa quanto às características que esta deve obedecer.
- Listel de prata com a legenda a negro, em maiúsculas: “AREEIRO - LISBOA”. Conforme consta na Lei n.º 56/2012, de 8 de Novembro, que fundiu as antigas freguesias, seguida da denominação do município a que pertence.
- Bandeira esquartelada de azul e branco. O azul é símbolo da nobreza e do zelo da Rainha Santa Isabel para com o Rei D. Dinis e o Príncipe D. Afonso, sendo o branco, como cor associada à paz, símbolo da sua acção pacificadora e da sua pureza. De referir que o azul e o branco são, pelo menos desde 1968, as cores do Instituto Superior Técnico. O azul é, também, uma das duas cores do logótipo pelo qual a freguesia, atualmente, se identifica.

## Urbanismo
A antiga freguesia de São João de Deus foi amplamente urbanizada durante o Estado Novo, tornando-se uma das favoritas para as classes média-alta e alta. Já o Alto do Pina englobava pólos construtivos muito diferenciados entre si. Entre os arquitectos intervenientes, contam-se alguns dos mais célebres nomes da arquitetura da primeira metade e meados do século XX português:
- Alberto Pessoa
- Anselmo Fernandez
- António Lino
- António Reis Camelo
- Arnaldo Redondo Adães Bermudes
- Artur Bentes
- Carlos Rebello de Andrade
- Cassiano Branco
- Dário Silva Vieira
- Edmundo Tavares
- Eduardo Read Teixeira
- Filipe Nobre de Figueiredo
- Guilherme Rebello de Andrade
- Inácio Peres Fernandes
- João Faria da Costa
- João Simões (arquiteto)
- Joaquim Bento d'Almeida
- Joaquim Ferreira (arquiteto)
- José Alexandre Gomes Bastos
- José Ângelo Cottinelli Telmo
- José Segurado
- Jorge de Almeida Segurado
- Jorge Ribeiro Ferreira Chaves
- Lucínio Cruz
- Luís Américo Xavier
- Luís Benavente
- Luís Cristino da Silva
- Manuel Joaquim Norte Júnior
- Meir Bensusan
- Nuno Morais Beirão
- Porfírio Pardal Monteiro
- Raúl Chorão Ramalho
- Raul Rodrigues Lima
- Raul Tojal
- Rogério Buridant de Castro Martins
- Rui Jervis Atouguia
- Sebastião Formosinho Sanchez
- Sérgio Andrade Gomes
- Victor Palla
- António Varela

## Património
- Avenida João XXI, conjunto arquitectónico com projecto dos arquitectos Filipe Nobre de Figueiredo, José Segurado, Joaquim Ferreira (arquiteto) e Guilherme Gomes.
- Avenida de Paris, Praça Pasteur, conjunto arquitectónico com projecto dos arquitectos Raúl Chorão Ramalho, Alberto Pessoa, Lucínio Cruz e José Bastos.
- Escola Secundária D. Filipa de Lencastre, obra importante do modernismo português, desenhada pelo arquitecto Jorge de Almeida Segurado.
- Igreja de São João de Deus, do arquitecto António Lino.
- Instituto Superior Técnico, com projecto de Porfírio Pardal Monteiro.
- Instituto Nacional de Estatística, igualmente com projecto de Porfírio Pardal Monteiro.
- Pastelaria, Café e Restaurante "Mexicana", com projecto de Jorge Ferreira Chaves e cadeiras desenhadas por José Espinho.
- Moradia na Av. José António de Almeida, obra importante do modernismo português, desenhada pelo arquitecto Luís Cristino da Silva.
- Fonte Luminosa, com projecto dos irmãos Carlos Rebello de Andrade e Guilherme Rebello de Andrade.
- Padrão do Campo Pequeno.
- Praça de Touros do Campo Pequeno.
- Praça do Areeiro, conjunto arquitectónico com projecto de Luís Cristino da Silva.
- Quinta das Ameias (casa de Campo do rei D. Fernando II).
- Torre-Norte da Praça de Londres, desenhada pelo arquitecto Cassiano Branco.
- Torre-Sul da Praça de Londres, sede do Ministério da Segurança Social e Emprego, desenhada pelo arquitecto Sérgio Andrade Gomes (foi a quando da sua inauguração o edifício mais alto de Lisboa).
- (conjunto arquitectónico da Alameda).

## Arruamentos
A freguesia do Areeiro contém 126 arruamentos. São eles:
- Alameda Dom Afonso Henriques[nota 3]
- Autoparque Areeiro
- Autoparque Madrid
- Autoparque Paris (Nascente)
- Autoparque Paris (Poente)
- Autoparque Roma
- Avenida Afonso Costa
- Avenida Almirante Gago Coutinho[nota 4]
- Avenida Almirante Reis[nota 5]
- Avenida Carlos Pinhão[nota 6]
- Avenida de António José de Almeida[nota 7]
- Avenida de Madrid
- Avenida de Paris
- Avenida de Roma[nota 4]
- Avenida do México
- Avenida Duque d'Ávila[nota 8]
- Avenida Engenheiro Arantes e Oliveira
- Avenida Guerra Junqueiro
- Avenida João Crisóstomo[nota 7]
- Avenida João XXI
- Avenida Magalhães Lima
- Avenida Manuel da Maia[nota 9]
- Avenida Marconi
- Avenida Marechal António de Spínola[nota 10]
- Avenida Marechal Francisco da Costa Gomes[nota 11]
- Avenida Óscar Monteiro Torres
- Avenida Padre Manuel da Nóbrega
- Avenida Rovisco Pais[nota 9]
- Avenida Sacadura Cabral
- Avenida São João de Deus
- Avenida Visconde de Valmor[nota 7]
- Azinhaga da Fonte do Louro[nota 12]
- Azinhaga do Pombeiro[nota 13]
- Campo Pequeno[nota 7]
- Jardim Fernando Pessa
- Jardim Igrejas Caeiro
- Jardim Irmã Lúcia
- Jardim Tristão da Silva
- Largo do Casal Vistoso
- Largo Roque Laia
- Praça Afrânio Peixoto
- Praça Bernardo Santareno
- Praça de Londres
- Praça Francisco Sá Carneiro
- Praça João do Rio
- Praça Pasteur
- Rotunda das Olaias[nota 11]
- Rua Abade Faria
- Rua Actor Isidoro
- Rua Actor João Rosa
- Rua Actriz Virgínia
- Rua Agostinho Lourenço
- Rua Al Berto
- Rua Alberto Pimentel
- Rua Alves Redol
- Rua Alves Torgo[nota 9]
- Rua Américo Durão
- Rua Aquiles Machado[nota 14]
- Rua Arnaldo Gama
- Rua Augusto Gil[nota 4]
- Rua Augusto Machado
- Rua Bacelar e Silva
- Rua Barão de Sabrosa[nota 15]
- Rua Barbosa Cólen
- Rua Bernardo de Passos
- Rua Brás Pacheco
- Rua Brito Aranha[nota 7]
- Rua Caetano Alberto
- Rua Cândido Guerreiro
- Rua Capitão Henrique Galvão
- Rua Capitão Ramires
- Rua Cardoso de Oliveira
- Rua Carlos Mardel[nota 9]
- Rua Casimiro Freire
- Rua Cervantes
- Rua Cidade de Bucareste
- Rua Costa Goodolfim
- Rua Cristóvão Falcão[nota 15]
- Rua David de Sousa[nota 4]
- Rua de Dona Filipa de Vilhena[nota 7]
- Rua de Entrecampos[nota 4]
- Rua de Fernando Pedroso
- Rua de Gomes Leal
- Rua de João de Menezes
- Rua de Olivença[nota 14]
- Rua de Vilhena Barbosa
- Rua de Xavier Cordeiro
- Rua Desidério Beça
- Rua do Arco do Cego[nota 7]
- Rua do Garrido
- Rua Domingos dos Reis Quita
- Rua Edison
- Rua Eduardo Fernandes (Esculápio)
- Rua Egas Moniz
- Rua Gomes da Silva
- Rua Humberto da Cruz
- Rua Isidoro Viana[nota 7]
- Rua João da Silva
- Rua João Villaret[nota 4]
- Rua Jorge de Castilho
- Rua José Acúrcio das Neves
- Rua José Sarmento
- Rua Ladislau Piçarra
- Rua Lucinda do Carmo
- Rua Manuel dos Santos
- Rua Manuel Gouveia
- Rua Marcelino de Mesquita
- Rua Margarida de Abreu
- Rua Nunes Claro
- Rua Oliveira Martins[nota 4]
- Rua Padre Gregório Verdonk
- Rua Presidente Wilson
- Rua Profª Margarida Vieira Mendes
- Rua Profª Maria de Lurdes Belchior
- Rua Professor Mira Fernandes[nota 14]
- Rua Reis Gomes
- Rua Robalo Gouveia
- Rua Rosa Damasceno[nota 9]
- Rua Sarmento de Beires
- Rua Stuart Carvalhais
- Rua Sylvio Rebelo
- Rua Tomás Borba
- Rua Veríssimo Sarmento
- Rua Visconde de Santarém[nota 9]
- Rua Vítor Hugo
- Rua Wanda Ramos

## Sede e Delegação da Junta de Freguesia
- Sede (São João de Deus) - R. João Villaret 9, 1000-273 Lisboa
- Delegação (Alto do Pina) - Rua Abade Faria 37 Rc Dto, 1900-004 Lisboa